# Silla (Lääne-Nigula)
Silla is een plaats in de Estlandse gemeente Lääne-Nigula, provincie Läänemaa. De plaats heeft de status van dorp (Estisch: küla).
Tot in oktober 2017 viel Silla onder de gemeente Kullamaa. In die maand werd Kullamaa bij de fusiegemeente Lääne-Nigula gevoegd.

## Bevolking
Het dorp had 26 inwoners op 31 december 2011 en 22 inwoners op 31 december 2021.